# اردوکوبا
اردوکوبا یک آتشفشان است که در جیبوتی واقع شده‌است. اردوکوبا ۲۹۸ متر بالاتر از سطح دریا واقع شده‌است.